# Mikael Ljungberg
Bo Urban Mikael Ljungberg, född 13 juni 1970 i Mölndal, död där 17 november 2004 (folkbokförd i Partille), var en svensk brottare. Han har bland annat vunnit ett OS-guld, två VM-guld, två EM-guld.
Ljungberg började sin karriär i Mölndals BK men gick senare över till ÖIS Brottning. Efter sin aktiva karriär skrev han boken Mjuka drömmar och hårda mål (2001), tog hand om de svenska juniorerna och utsågs till sportchef i Svenska Brottningsförbundet, en tjänst han aldrig hann tillträda.
Mikael Ljungberg tog 2004 sitt liv på Mölndals sjukhus där han vårdades för depression. Han är begravd på Fässbergs kyrkogård.

## Meriter
- Victoriastipendiat 2001.
- Årets göteborgare 2000.
- Guldmedaljör i 97-kilosklassen i Olympiska sommarspelen 2000 i Sydney. Vann OS-guld i 97-kilosklassen efter att ha besegrat ukrainaren Davyd Saldadze med 2–1. Det var Sveriges första OS-guld i brottning på 48 år.[7]
- Europamästare 1999.[7] Tog revansch för finalförlusten 1998 och vann EM-guldet.
- Silvermedaljör i Europamästerskapet 1998
- Bronsmedaljör i 100-kilosklassen i Olympiska sommarspelen 1996 i Atlanta.
- Världsmästare i 100-kilosklassen 1995[7]
- Europamästare i 100-kilosklassen 1995[7]
- Initiativtagare till ”Landslaget mot våld”, en kampanj som fick stöd från regeringsnivå 1994
- Världsmästare i 100-kilosklassen i hemma-VM i Globen 1993[7]
- Fyra i 100-kilosklassen vid olympiska sommarspelen 1992 i Barcelona.
- Junioreuropamästare 1990

## Mikael Ljungbergs minnesfond
Efter Ljungbergs död grundades en minnesfond som varje år delar ut ett stipendium till någon inom idrottsvärlden. Detta stipendium skall användas till utbildning och utveckling i Mikael Ljungbergs anda.

### Stipendiater
- 2005 Stephan Lundh, ishockeytränare
- 2006 Anna Lindberg, simhoppare
- 2007 Mustafa Mohamed, friidrottare
- 2008 Lassi Karonen, roddare
- 2009 Helena Jonsson, skidskytt
- 2010 Anja Pärson, alpint
- 2011 Marcus Hellner, längdskidåkare
- 2012 André Myhrer, utförsåkare
- 2013 Sarah Sjöström, simmare
- 2014 Kim Källström, fotboll
- 2015 Håkan Ericson, fotbollstränare
- 2016 Jenny Rissveds, mountainbikecyklist
- 2017 Tove Alexandersson, orienterare och skidorienterare
- 2018 Armand Duplantis, friidrottare, stavhopp

### Stipendiater för aktiva brottare
- 2005 Johan Eurén
- 2006 Victor Wolfgang
- 2007 Christoffer Ljungbäck
- 2008 Kristoffer Johansson
- 2009 Johanna Mattsson och Sofia Mattsson
- 2010 Vicenzo Macri
- 2011 Robert Rosengren
- 2017 Denise Makota Ström och Ardit Fazljija.
- 2018 Jonna Malmgren och Niklas Öhlén

## Källhänvisningar
1. ↑  Sveriges dödbok 1830–2020, Version 8.01, Sveriges Släktforskarförbund: Ljungberg, Bo Urban Mikael
2. ↑  http://sok.se/idrottare/idrottare/m/mikael-ljungberg.html
3. ↑  https://www.aftonbladet.se/sportbladet/a/G1Mk9m/os-hjalten-mikael-ljungberg-dod
4. ↑  Ljungberg, Mikael; Jörnvik Ulf (2001). Mjuka drömmar - hårda mål. Västerås: Sportförl. Libris 8381781. ISBN 91-88541-29-0
5. ↑  Patrik Thornéus, Katrin Krantz (18 november 2004). ”OS-hjälten Mikael Ljungberg död”. Aftonbladet. http://www.aftonbladet.se/sportbladet/article10503732.ab. Läst 18 september 2016.
6. ↑  SvenskaGravar
7. 1 2 3 4 5  "Mikael Ljungberg". NE.se. Läst 17 september 2014.